# Tumba de los Toros
La Tumba de los Toros (en italiano: Tomba dei Tori) es una tumba etrusca situada en la Necrópolis de Monterozzi cerca de Tarquinia, Lazio, Italia. Fue descubierta en 1892 y data de 540–530 a. C. o 530–520 a. C. Según una inscripción, Arath Spuriana fue quien encargó la construcción de la tumba. Recibe su nombre por los dos toros que aparecen en uno de sus frescos. Es el ejemplo más antiguo de una tumba con frescos complejos en esa necrópolis. Sus elementos estilísticos se derivan de la cultura griega jónica . Estas pinturas, junto con los frescos de la Tumba de la Flagelación, contienen algunos de los pocos ejemplos de escenas de sexo explícito en el arte etrusco, mucho más común en el arte griego antiguo.
Al igual que otras tumbas etruscas, originalmente habría contenido muchos objetos funerarios, especialmente de cerámica etrusca, ahora desaparecidos.

## Descripción

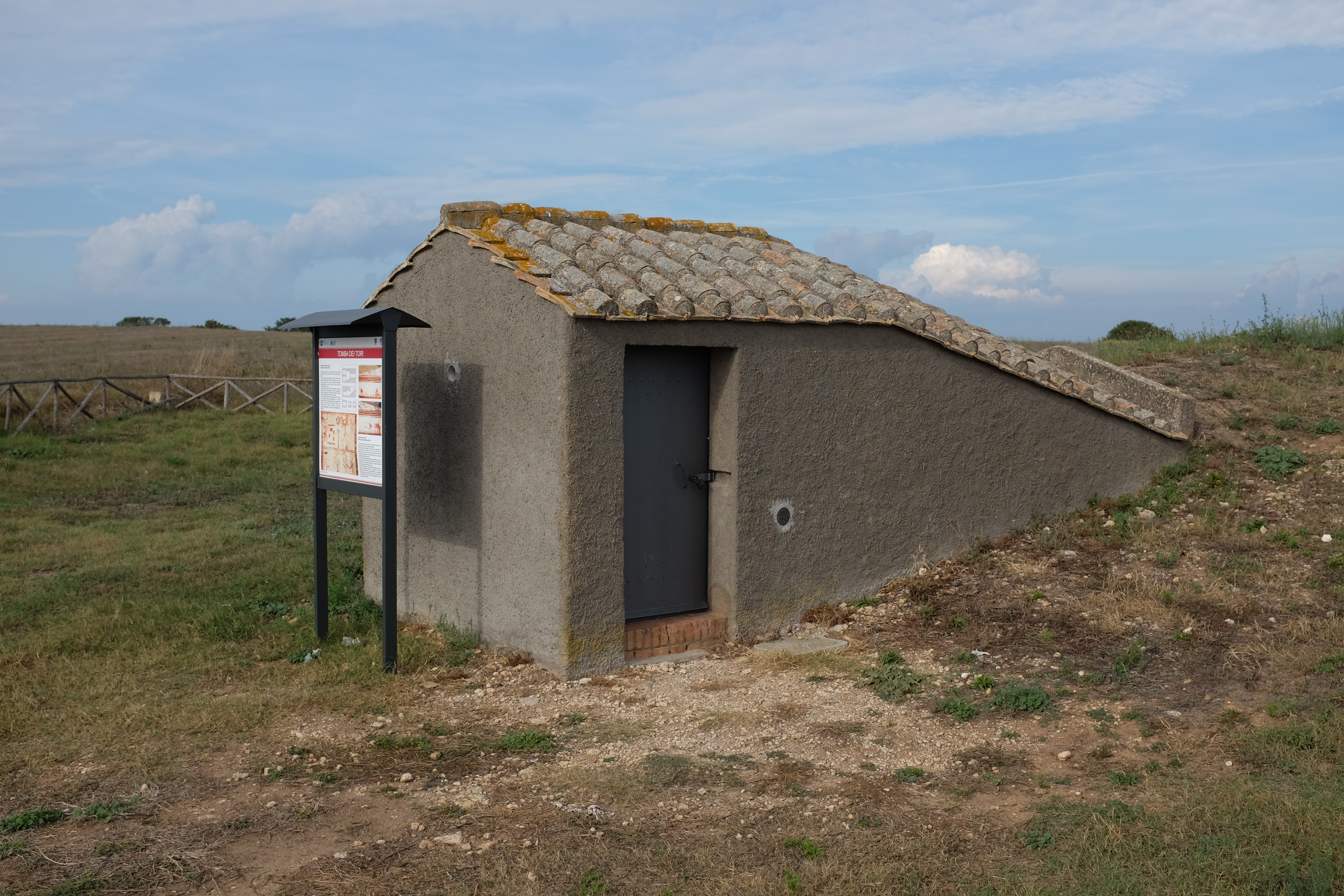
La entrada a la tumba

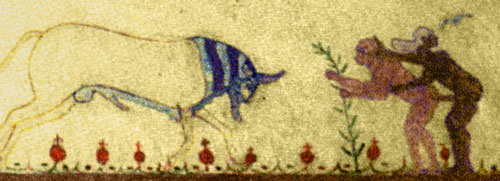
La escena de la derecha del fresco erótico

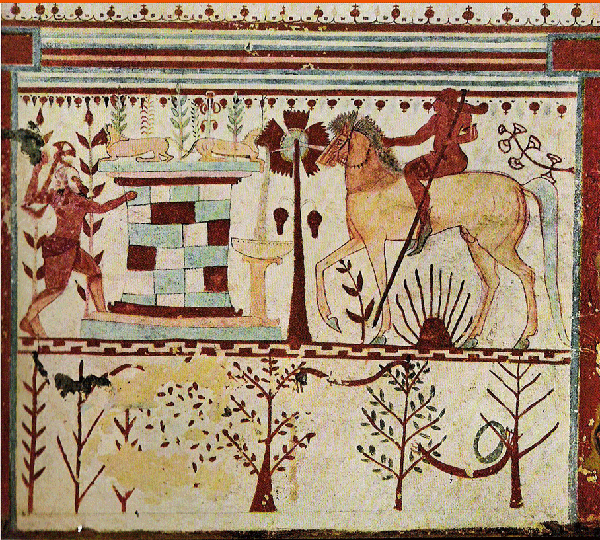
El fresco de la emboscada de Troilo

La entrada a la tumba conduce a la cámara principal. La pared trasera de esta cámara, frente a la entrada, contiene dos puertas que conducen a otras dos cámaras. Hay frescos con animales de colores brillantes que adornan las áreas a dos aguas en la parte superior de las paredes delantera y trasera de las cámaras. Estos incluyen toros, pájaros, hipocampos, una pantera, un león y una cabra. La pared trasera de la cámara principal es la única pared con frescos pintados debajo del hastial.
El tímpano de esta pared está decorado con un fresco de un hombre a caballo, a la derecha, que se opone a la Quimera de la izquierda.
Debajo del tímpano y sobre las dos puertas hay un fresco con dos escenas eróticas. En la escena de la izquierda, un hombre descansa sobre sus rodillas y antebrazos, mirando hacia la derecha. Una mujer yace sobre su espalda. Un hombre parado detrás de ellos a la izquierda tiene relaciones sexuales con la mujer. No prestan atención a un toro tranquilo que se encuentra más a la izquierda. En la escena de la derecha, dos hombres tienen relaciones sexuales, lo que enfurece a un toro barbudo, con cabeza de hombre y falo . El hombre que está siendo penetrado ve que el toro embiste desde la izquierda. No está en buenas condiciones para huir porque está siendo retenido por el hombre que lo penetra por detrás y mira para otro lado.
Otro fresco está situado horizontalmente entre las dos puertas, en el centro de la pared. Retrata la emboscada de Troilo por Aquiles, que se describe en Cipria . A la izquierda, Aquiles se muestra armado con una espada y una lanza y con casco, grebas y taparrabos. Se esconde detrás de varias plantas y una gran fuente. Troilo se acerca por la derecha a caballo, sin darse cuenta de la presencia de Aquiles. Aquiles está desnudo pero armado con una larga lanza. El evento precede a la persecución y muerte de Troilo por parte de Aquiles en el altar de Apolo. Debajo de esta escena de emboscada hay nueve árboles que representan el cambio de las estaciones.

## Interpretación de los frescos
A lo largo del tiempo, las pinturas de la tumba han sido interpretadas de manera muy diferente por los arqueólogos. La tumba también ha servido como ejemplo en la discusión sobre el grado de influencia griega en la cultura etrusca.

### El fresco de Troilo
En la primera mitad del siglo XIX, los historiadores del arte pensaron que el artista etrusco que creó el fresco de la emboscada de Troilo copió principalmente la iconografía griega. John Peter Oleson no estaba de acuerdo, argumentando que la influencia etrusca no debía subestimarse. La cuidadosa representación del evento indica que el artista debe haber estado familiarizado con la historia del mito y no solo con sus representaciones artísticas. Al mismo tiempo, el fresco también tiene características que lo hacen únicamente etrusco.
Lo más obvio es que el estilo de dibujo de las figuras es típico de los frescos etruscos. La fuente tiene una forma única y podría representar un diseño etrusco local. Una característica más sutil es la vegetación cerca de Aquiles, entre las patas delanteras del caballo y por encima de la cola del caballo. Se ve en muchos otros frescos de tumbas etruscas arcaicas, a menudo produciendo bayas de color azul oscuro. Probablemente es un símbolo de renacimiento o una transformación ctónica .
Sin embargo, Oleson considera el semicírculo rojo oscuro debajo del caballo de Troilo como el que aporta el simbolismo más importante. Diez rayos largos y delgados del mismo color se extendieron desde su centro. Anteriormente visto como un tipo de planta mal dibujada o desconocida por la mayoría, Oleson lo interpreta como el sol poniente. Es único porque no aparece un sol poniente en ninguna pintura de vasija griega o etrusca que trate de Troilo. Propone que el sol poniente es un símbolo de la muerte de Troilo, al igual que el sol naciente es un símbolo del renacimiento.
El simbolismo se refleja en los árboles debajo de la escena de la emboscada. Su variación en tamaño y follaje puede significar el ciclo de las estaciones, como paralelo al ciclo de la vida y la muerte. Además, el sol se asoció con Apolo y Helios, que se combinaron en el arte griego y etrusco. A su vez, estaban conectados y eran responsables del cuidado y supervisión de los muertos.
R. Ross Holloway señala, de manera similar, la influencia etrusca en la representación de la mitología griega. Sin embargo, sostiene que la escena enfatiza la muerte de Troilo como sacrificio. Esta imagen habría servido para honrar y aplacar a los muertos a perpetuidad. Señala que la espada de Aquiles es un cuchillo de sacrificio de un solo filo en lugar de una espada de doble filo. Las escenas de matanza no son infrecuentes en el arte funerario etrusco. Un ejemplo de ello es el fresco del sacrificio de los jóvenes troyanos por Aquiles en la pira de Patroclo, en la Tumba François.
Holloway no está de acuerdo con la interpretación de Oleson del objeto rojo debajo del caballo como el sol poniente. Él piensa que es poco probable porque un dios del sol siempre se representa en forma antropomórfica en el arte etrusco.

### El fresco erótico
Oleson conecta los dos grupos eróticos con la escena de la emboscada. Según Servio, Aquiles perseguía a Troilo por amor en lugar de intentar matarlo. En estas versiones se dice que Troilo murió como consecuencia de una brutal violación o asesinado por su rechazo al amor de Aquiles. Los dos toros podrían corresponder a los toros sagrados de Helios, uno vigilante y otro enojado por la recreación del sacrilegio cometido en el santuario de Apolo.
Holloway descarta la conexión de las escenas eróticas con la escena de la emboscada. Servio vivió en los siglos IV y V d. C., lo que hace cuestionable el uso de su obra para interpretar el arte etrusco del siglo VI a. C. Además, los grupos no enfatizan el amor homosexual entre Aquiles y Troilo porque uno de ellos es heterosexual. En cambio, Holloway propone que los grupos eróticos tienen un fin apotropaico para protegerse del mal de ojo . Esto es consistente con la presencia de animales que protegen contra el mal de ojo en los frescos. Identifica al toro con cabeza de hombre como Aqueloo, añadiendo que los cuernos de los toros y el falo son armas contra el mal de ojo.
Jane Whitehead da una teoría completamente diferente, argumentando que la escena tiene un significado humorístico. Los etruscos a menudo eliminaban las formas artísticas de su contexto para lograr un efecto humorístico. Stefan Steingräber ofrece otra opción; piensa que las escenas eran una afirmación de la vida, para ser interpretadas como contraste con el simbolismo de la muerte.

### El fresco de la quimera
Oleson ve al jinete en el fresco del tímpano como Belerofonte . Según Holloway, el artista etrusco no copió la iconografía griega de Belerofonte y la Quimera, sino que la adaptó a un entorno etrusco. Identifica al jinete como Troilo porque usa un gorro frigio y tiene un gran nudo de cabello. La escena representa su viaje al inframundo después de su muerte sacrificial.